# Mariana Weickert
Mariana Weickert (Blumenau, Santa Catarina, 17 de febrero de 1982) es una modelo brasileña. En 1997, quedó segunda en la edición brasileña del concurso de modelos Supermodel of the World, organizado por la agencia Ford. Gracias a este triunfo, comenzó a recibir sus primeros trabajos tanto en su país como en el extranjero. Fue elegida en el año 2001 para posar en el calendario Pirelli junto a top models como Gisele Bündchen, Carmen Kass y Ana Cláudia Michels.
Ha sido imagen de firmas como Emanuel Ungaro, Gucci y Byblos. También ha participado en distintos programas de televisión.